# Monetaria
Genre
Synonymes
- genre Aricia Gray, 1837[2]
- sous-genre Cypraea (Aricia) Gray, 1837[2]
- sous-genre Erosaria (Ravitrona) Iredale, 1930[2]
- genre Ornamentaria Schilder & Schilder, 1936[2]
- genre Ravitrona Iredale, 1930[2]

Monetaria est un genre de mollusques gastéropodes de la famille des Cypraeidae (les « porcelaines »). 

## Liste d'espèces
Selon World Register of Marine Species (1 décembre 2018) :
- Monetaria annulus (Linnaeus, 1758) -- Océan Indien
- Monetaria caputdraconis (Melvill, 1888) -- Île de Pâques
- Monetaria caputophidii (Schilder, 1927)
- Monetaria caputserpentis (Linnaeus, 1758) -- Océan Indien
- Monetaria moneta (Linnaeus, 1758) -- Océan Indien (et notamment aux Maldives)
- Monetaria obvelata (Lamarck, 1810) -- Polynésie

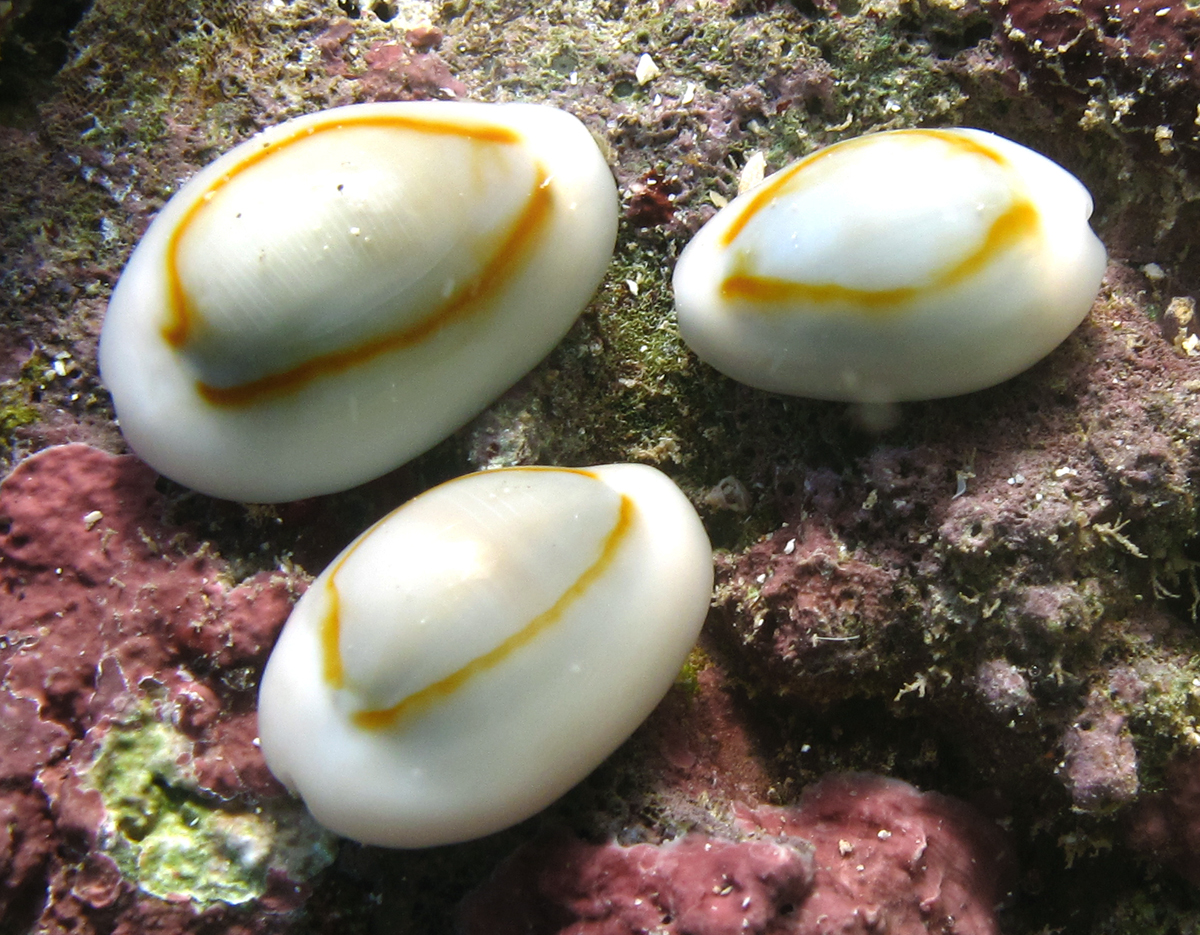
Monetaria annulus
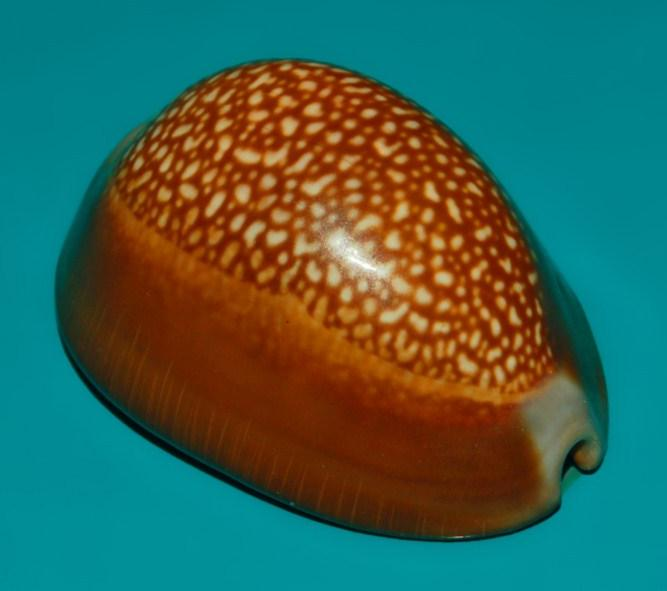
Monetaria caputdraconis
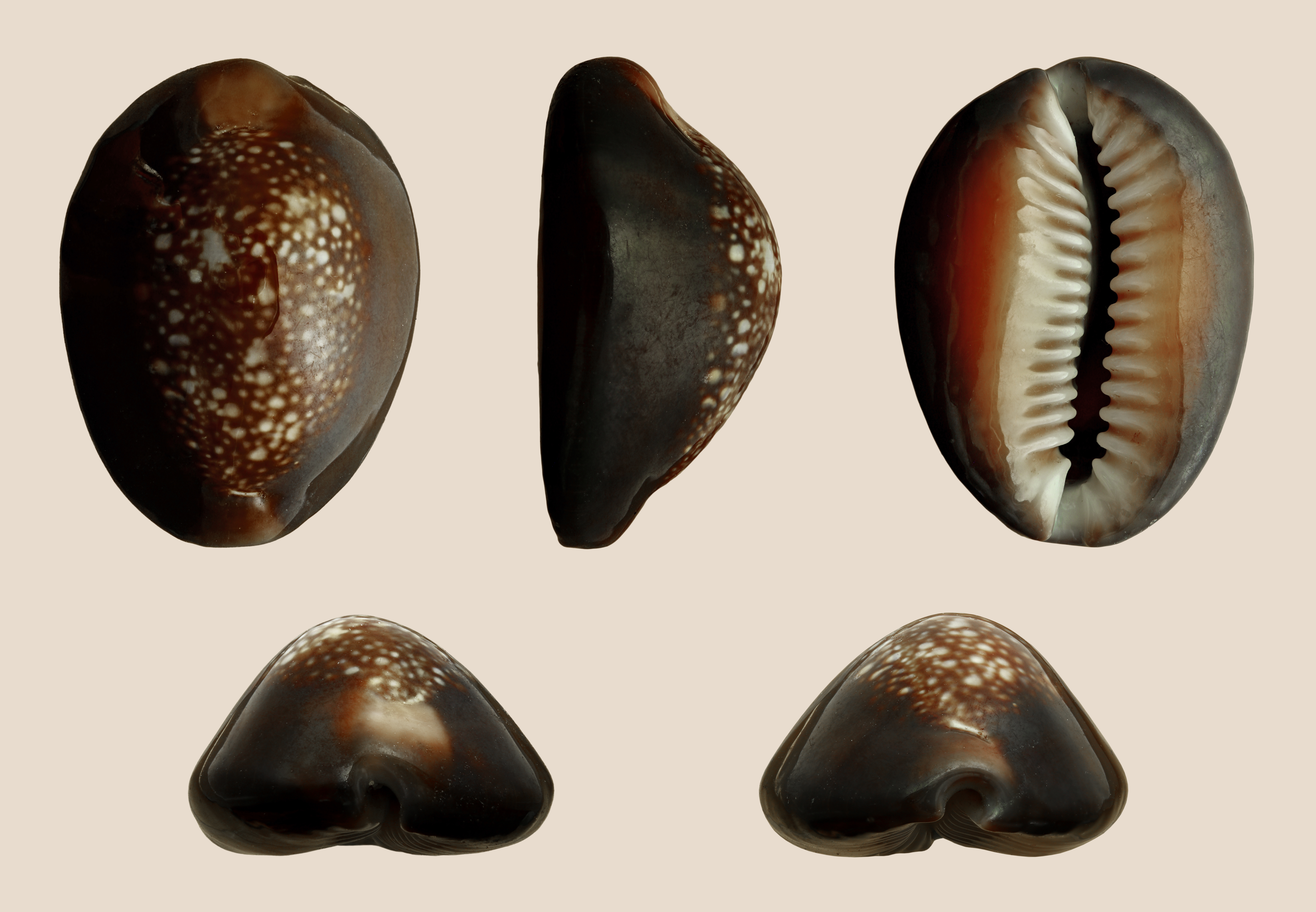
Monetaria caputserpentis
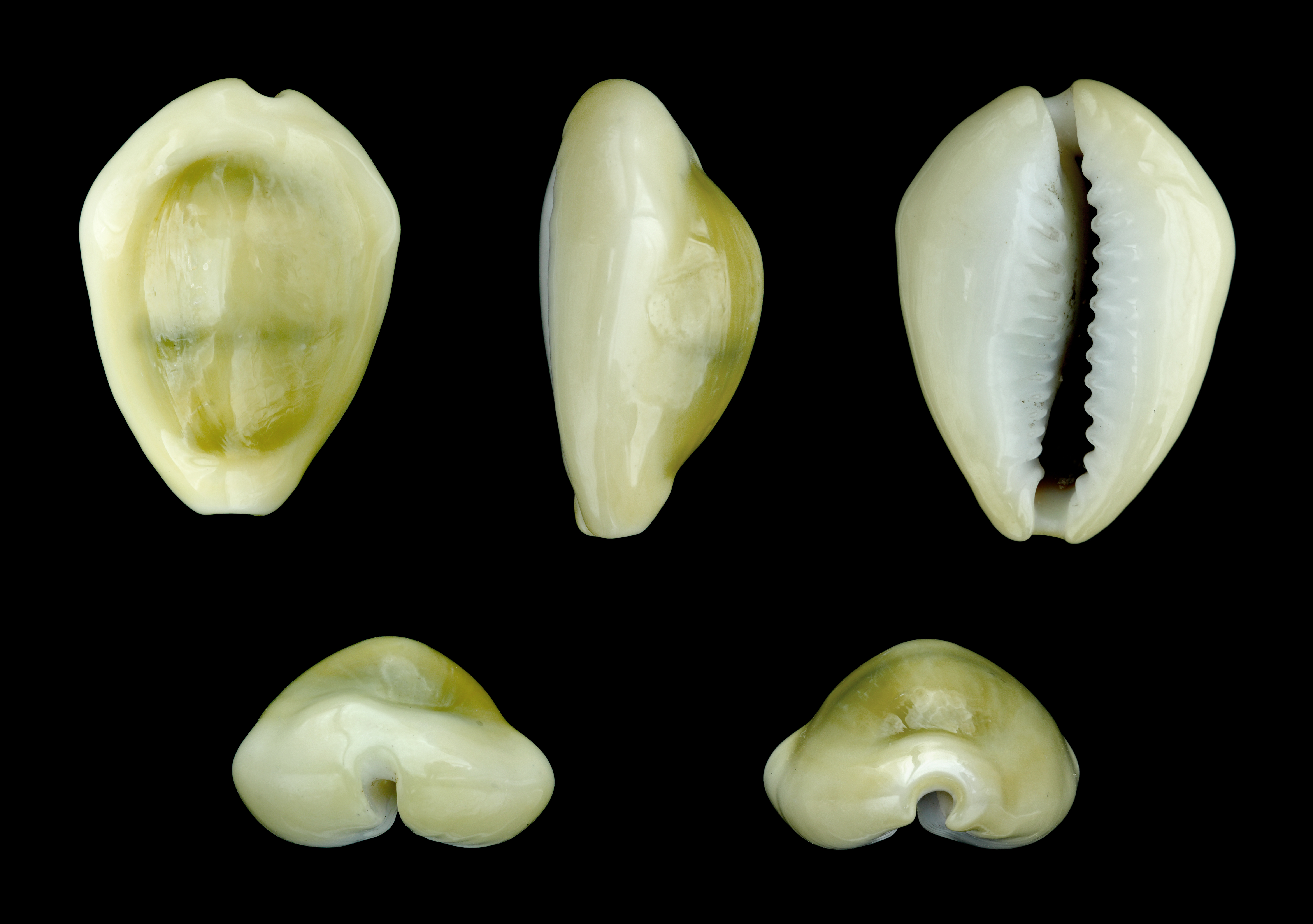
Monetaria moneta
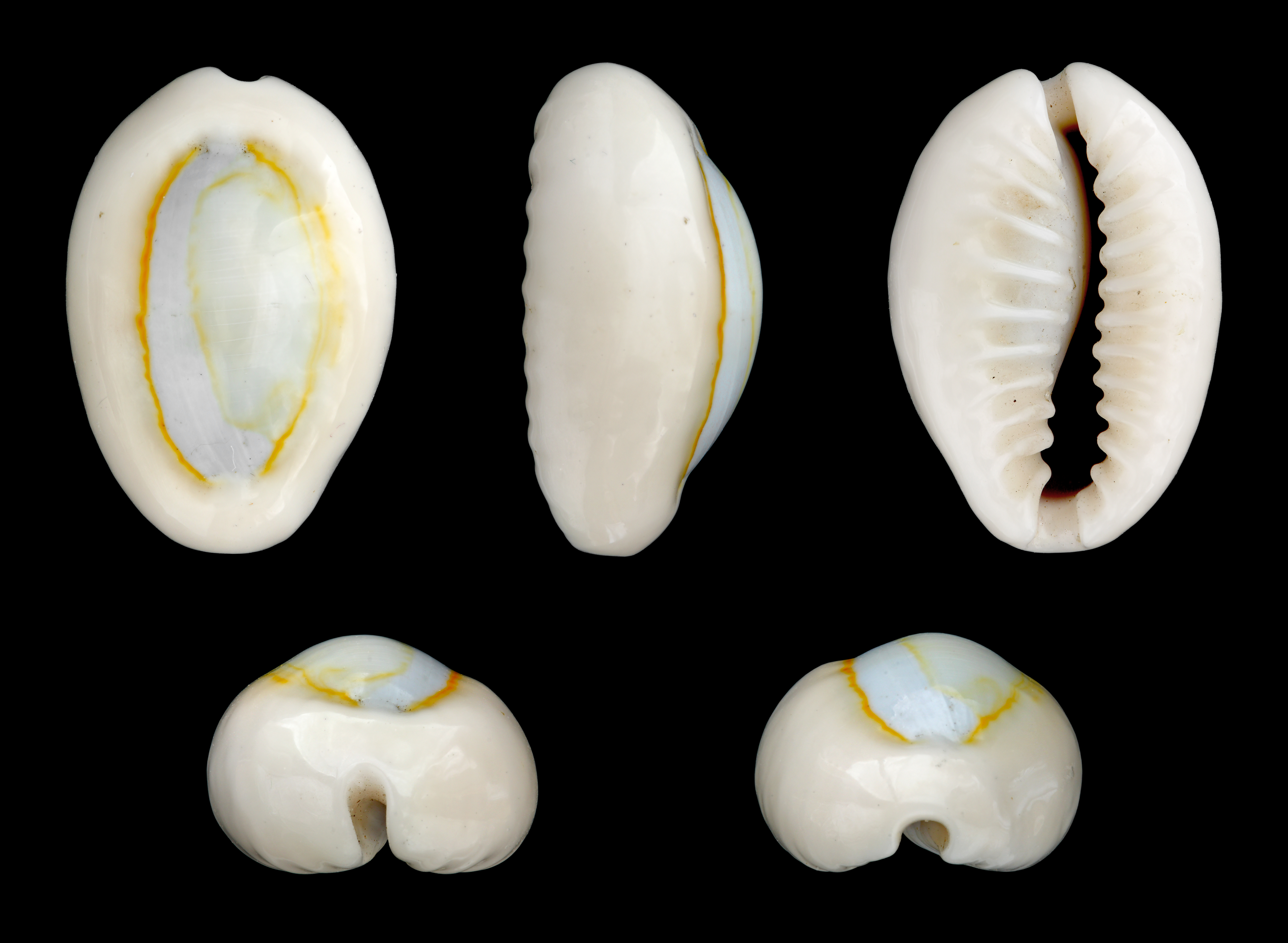
Monetaria obvelata